# Đại hội Thể thao Đông Á 2001
Đại hội Thể thao Đông Á 2001 được tổ chức tại Osaka, Nhật Bản từ ngày 19 tháng 05 đến ngày 27 tháng 05, 2001. Đại hội quy tụ sự tham gia của tất cả các 10 thành viên và đây cũng là kì đại hội cuối cùng mà đội tuyển Kazakhstan tham dự trước khi trở thành thành viên của Ủy ban Olympic châu Âu, rồi sau đó tái gia nhập Hội đồng Olympic châu Á và tranh tài tại khu vực Trung Á.

## Bảng tổng sắp huy chương
Quốc gia đăng cai được tô màu nổi
| 1 | Trung Quốc        | 85 | 48 | 58 | 191 |
| 2 | Nhật Bản          | 61 | 65 | 65 | 191 |
| 3 | Hàn Quốc          | 34 | 46 | 32 | 112 |
| 4 | Kazakhstan        | 13 | 18 | 26 | 57  |
| 5 | Đài Bắc Trung Hoa | 6  | 16 | 31 | 53  |
| 6 | Hồng Kông         | 3  | 1  | 3  | 7   |
| 7 | Mông Cổ           | 1  | 2  | 7  | 10  |
| 8 | Ma Cao            | 1  | 0  | 3  | 4   |
| 9 | Guam              | 0  | 0  | 1  | 1   |